# Mimotop
Mimotope (von engl. mimic, nachahmen und Epitop) sind künstlich hergestellte Peptide oder kleine Proteine, welche die strukturellen Erkennungsmerkmale eines Antigens, die sogenannten Epitope, nachahmen. Mimotope werden wie ihre Vorbilder von spezifischen Antikörpern erkannt und können, je nach Modifikation, eine definierte Immunantwort auslösen. Das von Mimotopen aktivierte Immunsystem erkennt in einer Kreuzreaktion sowohl das auslösende Mimotop als auch das als Vorbild dienende Antigen. Mimotope eignen sich daher insbesondere zur Erzeugung einer Immunantwort gegen unbekannte Antigene oder Antigene ohne ausreichende eigene Immunogenität. Mimotope stellen unter anderem eine potenzielle Option für die Krebsimmuntherapie dar.

## Eigenschaften
Mimotope sind Peptide mit einer Kettenlänge von 6 bis 20 Aminosäuren. Diese Kettenlänge ist die minimale Größe eines Peptids, die für eine humorale und zelluläre Immunantwort nötig ist. Auf Grund ihrer niedrigen Molekülmasse besitzen Mimotope eine hohe Hitze- und Kälteresistenz. Zudem können sie auf Grund ihrer Einfachheit mit Hilfe konventioneller Methoden der Peptidchemie in großer Menge produziert werden.

## Herstellung
Mimotope können mit Hilfe von Display-Techniken, wie beispielsweise dem Phagen-Display, unter Einsatz eines das Ziel-Antigen erkennenden Antikörpers gewonnen werden. Bei dieser biotechnologischen Methode werden große von Bakteriophagen codierte Molekülbibliotheken, die meist mehrere Milliarden verschiedene codierte Peptide enthalten, nach Antikörper-bindenden Peptiden durchsucht. Die so gewonnenen Mimotope können weiter modifiziert werden. So kann beispielsweise mit Hilfe einer Multimerisierung oft ihre Wirksamkeit gesteigert und durch Konjugation die Immunreaktion zielgerichtet gesteuert werden. Mimotope sind in der Datenbank MimoDB aufgeführt.

## Anwendung
Mimotope finden bisher nur experimentelle Anwendung. Darüber hinaus wird ein medizinischer Einsatz für eine Vielzahl von Anwendungsgebieten, einschließlich der Behandlung von Allergien, Infektionskrankheiten und Krebs, diskutiert. Mimotop-basierte Impfstoffe befinden sich in der präklinischen Entwicklung.
Von besonderem Interesse ist die Möglichkeit der Erzeugung einer Immunreaktion gegen Antigene ohne ausreichende eigene Immunogenität unter Zuhilfenahme von Mimotopen. Charakteristische Polysaccharid- und Lipid-Epitope auf Antigenen zahlreicher Krankheitserreger und Tumorzellen werden zwar vom Immunsystem erkannt, führen aber nicht zu einer T-Zell-vermittelten Immunreaktion. Immunreaktionen gegen diese Antigene sind begrenzt und führen nicht zur Bildung von Gedächtniszellen und affinitätsgereifter Antikörper.
Da für die Herstellung eines Mimotops lediglich ein Antikörper zur Verfügung stehen muss, aber keine Information über das zu erkennende Antigen nötig ist, eignen sich diese Peptide auch zur Herstellung potenzieller Immuntherapeutika gegen unbekannte Zielstrukturen. Ebenso eignen sich Mimotope als potenzielle Impfstoffe für Antigene, die beispielsweise aufgrund ihrer Molekülgröße nicht in einer für die direkte aktive Immunisierung ausreichender Menge produziert werden können.